# Et mærkeligt lille eventyr
Et mærkeligt lille eventyr er en dansk animationsfilm fra 2006 med instruktion og manuskript af Jacob Polack.

## Handling
Denne artikel mangler et handlingsreferat. Hjælp os med at skrive det.